# NGC 3646
إن جي سي 3646 (بالألمانية: NGC 3646) التي يرمز لها بالرمز NGC 3646، هي مجرة، في كوكبة الأسد.

## الاكتشاف
اكتشفت في 15 فبراير 1784، بواسطة ويليام هيرشل.